# Kevin Möhwald
Kevin Möhwald (sinh ngày 3 tháng 7 năm 1993) là một cầu thủ bóng đá người Đức thi đấu ở vị trí tiền vệ cho câu lạc bộ Union Berlin.